# چراغی در مه
چراغی در مه فیلمی به کارگردانی و نویسندگی پناه بر خدا رضایی ساختهٔ سال ۱۳۸۶ است.
سوره سینما ایران

## بازیگران
- پریوش نظریه
- مسعود حشمت
- بهروز جلیلی